# Deve Andersson
David Verner (Deve) Andersson, född 20 december 1896 i Silbodals socken i Värmland, död 1978, var en svensk skräddare, konstnär och författare.
Han var son till snickaren Anders Olsson och Emma Kristina Eriksson, samt far till konstnären Thore Andersson.
Andersson var som konstnär autodidakt. Han började måla 1944 inspirerad av sin son. Han har medverkat i samlingsutställningar med Värmlands konstförening samt genomfört separatutställningar i Arvika sedan 1947.
Hans arbeten består av surrealistiska motiv i olja. Som författare har han bland annat utgivit boken Jo, skjut för fan!, personer från Köla och Arvika vittnar i Jutzi-saken samt från 1947 till 1966 tidskriften Tänk organ för en ny livsorientering.  
Andersson blev rikskänd efter att ha engagerat sig i flera rättsmål. Han har även gett ut ett par böcker om den deserterade tyske soldaten Willi Jutzi och hans norska flickvän Ragna Fevik som flydde över den svensk-norska gränsen sommaren 1941. 